# Латвийское пароходство
«Latvijas kuģniecība» («Латвийское пароходство», в СССР «Латвийское морское пароходство») — латвийская судоходная компания, основанная в СССР в 1940 году и базирующаяся в Риге. Компания специализируется на транспортировке сырой нефти, нефтепродуктов и химикатов, в основном на условиях тайм-чартерного договора. «Latvijas kuģniecība» является концерном, которому принадлежат пять дочерних компаний

## История

### В составе СССР
29 октября 1940 года решением Совета народных комиссаров СССР № 2132 было основано Латвийское морское пароходство. Компания владела судоремонтными заводами и 54 судами, и управляла Рижским, Лиепайским, Вентспилсским и Швянтойским (Литва) портами. Латвийское морское пароходство прекращает свою работу во время Второй мировой войны, после вторжения немецких войск в Ригу, и возобновляет деятельность только в 1944 году, когда в подчинении остаются только 8 судов. В 1958 году значительно обновляется флот — закупаются новые пароходы, теплоходы, и первые суда ледового класса. На специализацию компании в значительной мере повлияло начало работы нефтебазы в Вентспилсском порту, а позже — также открытие калийного терминала в 1980 году. Флот постепенно пополняется рефрижераторами, танкерами и газовозами. Постепенно количество судов достигает ста. 90 % перевозимых грузов — это нефть и нефтепродукты, химикаты и сжиженный газ. Латвия располагала самым большим рефрижераторным флотом среди республик СССР. Суда Латвийского морского пароходства поставляли грузы в 140 портов пятидесяти стран.

### В составе Латвийской Республики
Латвия выходит из состава СССР, и 13 сентября 1991 года компания регистрируется под именем «Latvijas kuģniecība». Под её юрисдикцию переходят 87 судов из бывшего торгового флота Советского Союза. В 1996 «Latvijas kuģniecība» становится частно-государственной акционерной компанией.
В начале июня 2002 года компания была преобразована в акционерное общество открытого типа. С 26 июня 2002 года на бирже Nasdaq Riga (в официальном списке Рижской фондовой биржи) котируются 200 млн акций «Latvijas kuģniecība».
В 2004 году завершилась приватизация компании, и крупнейшим акционером стала Ventspils Nafta.
В 2017 году Ventspils Nafta, принадлежащая Vitol Holding B.V. (Vitol Group), перевела 49,94 % акций «Latvijas kuģniecība» в компанию Vitol Netherlands B.V.. 10 августа 2017 года, согласно распоряжению Кабинета министров, все акции, принадлежащие латвийскому правительству, были также проданы компании Vitol Netherlands B.V.. На январь 2018 года Vitol Netherlands B. V. владел более 95 % акций Latvijas kuģniecība, и Совет Комиссии рынка финансов и капитала разрешил выкупить оставшиеся акции пароходства. Таким образом, Vitol Netherlands B. V. стала единственным акционером предприятия. Акции «Latvijas kuģniecība» были исключены из биржи Nasdaq Riga в феврале 2018 года.
В 2017 году оборот компании уменьшился на 9,1 %, прибыль составила 11,273 млн евро. На 2017 год компании принадлежат 16 судов.

## Руководители
- П. П. Стакле 1940
- И. А. Саг-Садогурский 1940—1941
- Н. С. Андерсенс 1944—1946
- Н. А. Хабалов 1946—1947
- Е. Н. Мартынцев 1947—1950
- П. И. Струмпе 1950—1951
- С. Я. Сивцов 1951—1953
- Ю. К. Авот 1958—1976
- В. И. Дырченко 1976—1987
- Ю. Л. Падеров 1987—1991

## Флот

### Несерийные пароходы
- «Аусеклис» (бывш. «Мезень» 1913 года постройки) 1927/1940
- «Анри Барбюс» (бывш. немецкий «Pasajes» OPDR)
- «Бривиба» (бывш. немецкий «Fritz Schoop» компании «Poseidon», был потоплен авиацией, затем поднят, восстановлен и передан СССР)[17]
- «Генерал Баграмян» (бывш. немецкий «Cleopatra»)
- «Янис Райнис»
- «Лигово» (Dampfire / Marita) слом 1966
- «Олонец» (Ara) слом 1969

### Пароходы проекта 233 («Коломна»)
- «Арзамас»
- «Балашов»
- «Калуга»
- «Кашира»
- «Котлас»

### Пароходы типа «Хасан»
- «Хасан»
- «Имандра»
- «Сиваш»
- «Выгозеро»
- «Волоколамск»

### Танкеры типа «Адлер»
- «Адлер»
- «Гурзуф»

### Танкеры проекта 1596 («Командарм Федько»)
- «Всеволод Кочетов» (1977)
- «Ян Судрабкалн» (1979)
- «Григорий Николаев» (1980)
- «Генерал Плиев» (1980)

### Танкеры проекта 2062 («Пабло Неруда»)
- «Пабло Неруда»
- «Антонио Грамши»
- «Давид Сикейрос»
- «Джон Рид»
- «Хосе Марти»
- «Клемент Готвальд»
- «Сухе Батор»
- «Матэ Залка»
- «Поль Робсон»
- «Викторио Кодовилья»
- «Жак Дюкло»

### Танкеры проекта 2226А («Иосип Броз Тито»)
- «Людвиг Свобода», 1984 (потерпел катастрофу в Вентспилсе в результате взрыва паров при слишком быстрой перекачке топлива 6.03.1985)[18][19]
- «Морис Бишоп» / «Dzintari»
- «Юрий Данишевский» / «Ķemeri»
- «Оярс Вациетис» / «Ojārs Vācietis»
- «Пантелеймон Пономаренко» / «Ropaži»
- «Жанис Грива» / «Žanis Grīva»

### Рефрижераторные суда проекта B-437 («Николай Коперник»)
- «Николай Коперник»
- «Михаил Ломоносов»
- «Павел Штернберг»
- «Василий Фесенков»
- «Фёдор Бредихин»
- «Василий Струве»
- «Павел Паренаго»
- «Аристарх Белопольский»
- «Иван Кулибин»
- «Иван Ползунов»
- «Академик Хохлов»
- «Академик Артоболевский»

### Рефрижераторные суда проекта B-365 («Курск»)
- «Курск»
- «Арвид Пельше»
- «Камило Сьенфуэгос»
- «Академик Бочвар»
- «Ян Калнберзин»
- «Академик Челомей»
- «Белгород»

### Рефрижераторные суда типа «Академик Н. Вавилов»
- «Академик Н. Вавилов»
- «Скульптор Томский»
- «Академик Заварицкий»